# Edson (Alberta)
Edson es un pueblo canadiense situado en la provincia de Alberta.

## Superficie
Edson tiene una superficie de 29,43 km².

## Demografía
En 2021, tenía 8374 habitantes, una densidad poblacional de 284,5 hab./km², y 3768 viviendas.